# Raecius asper
Espèce
Synonymes
- Mnesitheus asper Thorell, 1899
- Mnesitheus vittatus Simon, 1907
- Mnesitheus zoropsides Strand, 1916

Raecius asper est une espèce d'araignées aranéomorphes de la famille des Udubidae.

## Distribution
Cette espèce se rencontre au Cameroun au Nord-Ouest et au Sud-Ouest et en Guinée équatoriale à Bioko,.

## Description
Les mâles mesurent de 8,71 à 12,14 mm et les femelles de 10,85 à 14,42 mm.

## Publication originale
- Thorell, 1899 : Araneae Camerunenses (Africae occidentalis) quas anno 1891 collegerunt Cel. Dr Y. Sjöstedt aliique. Bihang till Kongliga Svenska vetenskaps-akademiens handlingar, vol. 25, no 1, p. 1-105 (texte intégral).